# Lago di Vladimonio
Il lago di Vladimonio o lago Vadimone è un piccolo specchio d'acqua d'origine vulcanica situato nelle pianure sottostanti Bassano in Teverina, nei pressi di Orte.

## Storia
La "fama" del piccolo lago è attribuito alla vittoria dell'esercito romano, comandato da Publio Cornelio Dolabella, sulla coalizione di Galli Boi ed Etruschi.
Polibio è il primo a dare notizia di quest'episodio. Tito Livio riferisce di una precedente battaglia occorsa nel 309 a.C. nella quale gli Etruschi avrebbero subito una pesantissima disfatta ad opera di Quinto Fabio Rulliano.
Nel I secolo d.C., Seneca e Plinio il Vecchio si occupano degli aspetti naturalistici del lago, risultando particolarmente colpiti dal fenomeno delle "isole galleggianti", identificabili con i banchi superficiali di vegetazione lacustre (canne e giunchi) alla deriva.
Il passo di Seneca: "Ipse ad Cutilias natantem insulam vidi, et alia in Vadimonis lacu vehitur, lacus in Stationensi est" e quello di Plinio: "Quaedam insulae, semper fluctuantur, sicut in agro Caecubo et eodem Reatino, Mutinensi, Stationensi, in Vadimonis lacu, ad Cutilias aquas" sono le testimonianze che hanno indotto E. A. Stanco, seguito da Munzi, a localizzare Statonia nel territorio di Bomarzo. 
La più circostanziata descrizione del lago si deve a Plinio il Giovane, che vide personalmente il Vadimone e lo descrisse come "una ruota messa a giacere, con una circonferenza in tutto regolare [...] di colore più pallido, più verde e più intenso del marino". L'autore indica anche l'occasione del sopralluogo ("Exegerat prosocer maues, ut Amerina praedia sua inspicerem. Haec perambulanti mihi ostenditur subiacens lacus nomine Vadimonis; simul quaedam incredibilia narrantur").
Secondo il Fontanini, che scrive agli inizi del Settecento, i praedia amerini dovevano trovarsi nel territorio di Bassano in Teverina e non nel lato sinistro della valle del Tevere rientrante nell'ager di Amelia: "Plinio poteva trovarsi a Giove o a Bassano ma, poiché dice di giungere allo stesso lago senza far menzione del Tevere, senza il cui attraversamento non avrebbe potuto giungere al lago, si può dedurre che quei poderi amerini di suo suocero non fossero nel territorio di Amelia, ma in quello di Bassano, dove appunto soggiace il lago.
L'ipotesi del Fontanini fu smentita con forza dal Vitali, canonico ortano vissuto nell'Ottocento: "Riflettasi in primo luogo che Plinio, nel discorrere di questo lago, non scrive già un'istoria, né fa una dissertazione geografica o topografica, ma scrive una lettera, per cui bastavagli il dire di aver veduto da vicino il lago, senza avvertire il suo Gallo che per procacciarsi questa soddisfazione aveva dovuto passare il Tevere o sopra di un ponte o per mezzo di una barca, che sono sempre state in quel fiume. Sembrerebbe adunque a me più ragionevole il dire che Plinio andò a diporto nelle colline delle terre di Giove, o di Penna, dizione veramente amerina, ove scorgesi sottoposto il lago Vadimone.
Sul dibattito è intervenuto nel secolo scorso anche il Gioacchini, sostenendo che "il territorio di Amelia si estendeva allora fino alla sponda sinistra del Tevere, anzi in alcuni punti la oltrepassava, tanto che il lago Vadimone, che pur si trovava vicino ad Orte, faceva parte del territorio amerino".
Lo studioso riteneva comunque che Plinio si trovasse nel lato sinistro della valle, probabilmente nell'attuale territorio comunale di Giove.

## Leggende
Le leggende che parlano del lago di Vladimonio (o lago Vadimone) sono molte, formulate nelle epoche del 900'. La leggende più diffusa e accreditata narra che il lago Vadimone si sia formato al posto di un’aia, dove alcuni contadini stavano tritando il grano con dei cavalli durante il giorno di Sant'Anna (giorno in cui i contadini non avrebbero dovuto lavorare) per questa infrazione, l’aia sarebbe sprofondata e al suo posto sarebbe comparso il lago. I vecchi abitanti del luogo sostengono che ogni tanto nella zona si avverta uno strano rumore, che ricorda quello di cavalli spinti a correre circolarmente. Secondo un'altra leggenda simile a quella riportata qui sopra è che lo specchio d’acqua sarebbe comparso durante una notte buia e burrascosa. La terra avrebbe emesso uno strepito infernale, dovuto a moltissimi tuoni. Altre parlano di animali inghiottiti per sempre dalle acque del Vadimone e di grandi tronchi d’albero, neri come la pece, galleggianti sulla superficie prima di scomparire nelle profondità delle acque. Alcune voci affermano che le acque del piccolo lago sarebbero infestate da demoni, responsabili delle perturbazioni cui esso era soggetto. La voce popolare tramanda che, prima dello scoppio dei due grandi conflitti mondiali, sotto la sua superficie siano stati scorti dei “lampi sinistri” che potevano essere scorti sulla superficie del Lago.

## Situazione attuale
Oggi il lago è quasi del tutto interrato e alimentato da sorgenti sulfuree che vi riversano acque lattiginose, le quali, unitamente alla vegetazione palustre e ai depositi minerali formano ammassi di una certa consistenza che devono aver suggerito l'idea delle "isole galleggianti" di cui parlano Seneca e Plinio il Vecchio.